# Gobierno de Irlanda
El Gobierno de Irlanda es el cuerpo colegiado encargado del poder ejecutivo en la República de Irlanda.
El Taoiseach (el jefe de gobierno) es el encargado de elegir a los ministros, que son aprobados por el Dáil Éireann y nombrados por el presidente de Irlanda. El gabinete debe contar con un máximo con 15 miembros, que deben ser a su vez miembros del Oireachtas, bien del Dáil o bien del Senado (con un máximo de 2 senadores). Los ministros son responsables ante el Dáil de su respectiva acción de gobierno.